# Jean Boulanger
Jean Boulanger (Troyes, 1606 - Módena, 1660) foi um pintor francês, trabalhou principalmente em Módena, sob o ducado dos Estensi.

Samuel-von-Pufendorf-De-rebus-a-Carolo-Gustavo MG 9394

## Biografia
Considerado o inventor da gravura na linha pontilhada, é o autor de muitas gravuras, de reproduções de pinturas de Philippe de Champagne, Leonardo da Vinci ou Raphael. Ele teve algum treinamento com Guido Reni na Bolonha. Ele foi enterrado na igreja de San Vicenzio em Módena. Seus alunos incluem Tommaso Costa e Sigismondo Caula em Módena.
Jean Boulanger é conhecido pelo ciclo de afrescos feitos entre 1638 e 1656 no Palazzo Ducale di Sassuolo. Nos primeiros três anos, o pintor francês pintou a Câmara da Fé Marital, o Camerino da Inocência, a Câmara dos Ventos e a Câmara de Júpiter. A partir de 1640, com a ajuda de Baldassare Bianchi, Angelo Colonna, Agostino Militelli e Gian Giacomo Monti, ele pintou o restante das salas do palácio, em particular, com resultados extraordinários, o ciclo de quarenta e algumas pinturas dedicadas a Baco na galeria homônima e no Salão dos guardas. Uma obra sobre tela do artista francês (Madonna della Ghiara) é curiosamente preservada na catedral de Pérgola, na província de Pésaro e Urbino. O trabalho foi encomendado pelo poeta pergolês Girolamo Graziani, durante a sua estadia em Módena como secretário do tribunal de Francesco I d'Este.